# Журналістська творчість Василя Селезінки
Василь Михайлович Селезінка  (* 14 жовтня 1933, Іспас Горішній)  — актор, письменник, журналіст, театральний і телевізійний режисер, театральний критик, музикант, педагог, краєзнавець, громадсько-культурний діяч.

## Журналістський життєпис

Вірш-зізнання Селезінки В. М. на обкладинці однієї з його книг

У 1967 році закінчив журналістський факультет Львівського державного університету імені Івана Франка, коли вже працював у Чернівцях головним режисером телестудії. Хоча писав і публікував статті з 1956 року, коли почав свою кар'єру актора в Рівному. У 1973 році, коли Селезінку прийняли в Спілку журналістів України, в його доробку було вже декілька сотень статей. Через різні причини деякі статті доводилося підписувати псевдонімами — всього за журналістське життя їх набралось 12. Якщо проаналізувати тематику публікацій, то можна сказати, що більшість із них — про любов до України, до її людей, історії, культури. А також до Чернівців, до міста, в якому він прожив уже більшу частину свого життя (Чернівцям присвячено, навіть, вірш, надрукований на палітурці однієї із його книг). Василь Михайлович Селезінка продовжував писати все життя, робить він це і зараз.

## Список псевдонімів
Ахтемійчук О., Бідненко , Далак Б., Зеленчук А., Зомай Г., Коса В., Кошевко, Мілц, Михайлик С., Рибак М., Турецький В., Ясурі М.

## Журналістський доробок
- Селезінка В. Завжди на посту: [про дільничного В. Г. Романчука] // Червоний прапор.- 1962. — 29 черв. (№ 127). — С. 3.

- Селезінка В. Співець Карпат: [про поета-пісняра Р.Савицького] // Рад. Гуцульщина.- 1962.- 16 листоп. (№ 96). — С.4.
- Селезінка В. Майстри доброго настрою: [про перукарів] // Комс. Племя.- 1964.- 16 серп. № 98).-С.4.
- Селезінка В. Голубоокий чародій:[телевізор] // Мол. буковинець.- 1967.-22 січ. (№ 10).-С.4.
- Селезінка В. Грай, сопілко!: [про ансамбль з Межиріччя Сторожин. р-ну] // Мол. Буковинець.- 1967.- 1 січ.(№ 1).- С.2.
- Селезінка В. Телебачення і діти: [слово режисера Чернів. студії телебачення] // Мол. Буковинець. — 1967.- 3 січ. (№ 15).- С.2.
- Селезінка В. Гомони Буковинської весни: [рецен. на програму Буковинського ансамблю пісні і танцю] // Рад. Буковина.- 1968.- 22 груд.
- Селезінка В. Знов зозулі голос чути:[про В. Михайлюка] // Культура і життя.- 1969.- 2 жовт. (№ 79).- С.2; Рад. Буковина.- 1968.- 13 жовт.(№ 203).- С.2.
- Селезінка В. Свідчить кінокамера Солнцевої: [Про док фільм «Буковина -земля українська»] // Рад. Буковина.- 1969.-24 черв. (№ 121).- С. 3.
- Селезінка В. Чверть століття з піснею: [про буковинський ансамбль пісні і танцю] // Рад. Буковина.- 1969.- 16 листоп.(№ 226).-С.1,4.
- Селезінка В. Гуцульська дума: [про сопілкарку з Виженки С. Космачук-Станко] // Рад. Буковина.-1970.- 20 верес.(№ 185).-С.4.

- Селезінка В. Погляд крізь об'єктив: [про вист. Фотографій П. Хащіюка] // Рад. Буковина.- 1979.- 18 груд.
- Селезінка В. Самоцвіти:[про фільм, знятий Ю.Солнцевою на Буковині в 1940 р.]//Рад. Буковина.-1970.- 2 серп.(спец. випуск).-С.3.
- Селезінка В. Фільм про Буковину: ["Білий птах" І. Миколайчука] // Рад. Буковина.- 1970.- 4 берез. (№ 44).-С. 4.
- Селезінка В. Весняна пісня: [про худ. самодіяльність Заставнівського р-ну] // Рад. Буковина.- 1971.- 1 трав.
- Селезінка В. День пам'яті героїв: [в с. Микитинцях Івано-Франк. обл.] // Рад. Гуцульщина.- 1971.- 15 лип.
- Селезінка В. Пісня подарована людям: [про історію ансамблю «Смерічка»] // Рад. Буковина.- 1971.- 1 січ. (№ 1).- С. 4.
- Селезінка В. Їх кличе пісня: [худож. самодіяльн. у Заставн. р-ні ] // Мол. Буковинець.- 1975.- 7 берез. (№ 29).- С. 4.
- Селезінка В. Кроки становлення: [про С.Ротару] // Рад. Буковина.- 1976.-1 серп. (№ 151).- .3.
- Селезінка В. На крилах танцю: [про гастролі в Чернівцях Башкир. ансамблю нар. танцю] // Мол. буковинець.- 1976.- 15 лют. (№ 20).- С.4.
- Селезінка В. Незрівнянний світ краси: [про Л. Дутківського] // Мол.буковинець.- 27 черв. (№ 77).- С.3.

- Селезінка В. Презенце де престижиу: [про фест. «Буковинська весна-76»] // Зорилей Буковиней.-1976.- 30 мартие (№ 64).- С. 4.
- Селезінка В. Телебачення у Чернівцях — 15 років // Мол. буковинець.- 1976.-13 жовт.(№ 123).-С. 4.
- Селезінка В. Буковинський диксиленкд: [про ВІА «Дністрові кручі» Кострижів. комб. будів. матеріалів Заставн. р-ну] // Мол. буковинець.- 1977.- 21 січ. (№ 9).- С.- 4.
- Селезінка В. Пісні йдуть до людей: [про гастролі Київ. чоловічої хор. капели] // Мол. Буковинець.- 1977.- 2 лют.(№ 14).- С.4.
- Селезінка В. Мистецтво мужніх: [гастролі Москов. цирку «Райдуга» в Чернівцях] // Рад. Буковина.- 1980.- 31 серп.
- Селезінка В. Сувенире олимпиче:[гастролі Москов цирку в Чернівцях] // Зориле Буковиней.- 1980.- 6 септемб.
- Селезінка В. Щаслива доля співака з Буковини: [нар. артиста П.Ончула] // Рад. Буковина.- 1980.- 10 жовтня (№ 194).- С. 4.
- Селезінка В. Голосною піснею зрина:[творчий звіт філармонії] // Рад. Буковина.- 1981.-3 січ.
- Селезінка В. Меблі для …київського князя: [для зйомок фільму "Ярослав Мудрий] // Рад. Буковина.- 1981.- 29 квіт.
- Селезінка В. Пісня обіймає світ: [М.Лайферова з УСР в Чернівцях] // Мол. буковинець.- 16 серп. (№ 98).- С.3.
- Селезінка В. Зачаровані піснею: [про сімейний ансамбль Вовчуків] // Мол. буковинець.- 22 квіт. (№ 49).- С.2.
- Селезінка В. Золоте перевесло: [про гастролі в Чернівцяз об'єднання «Укрконцерт»] // Рад. Буковина.-1983.-31 груд.(№ 250).-С.4.
- Селезінка В. І срібніструни бандури …: [про ансамбль «Медобори» Терноп. обл. філармонії] // Мол. буковинець.- 1983.- 2 листоп. (№ 130).- С.3.
- Селезінка В. Контрасти Туреччини // Рад. Буковина.- 1983.- 5 квіт. (№ 65).- С.3.

- Селезінка В. Норок ши вос буна!: [про муз фестиваль «Примєвара Буковинянє-83»] // «Зоріле Буковиней».- 1983.- 1 юние.
- Селезінка В. Розкрилля талантів: [про муз. фест. «Буковин. Весна»] // Мол. буковинець.- 1983.- 25 трав. (№ 63).- С.4.
- Селезінка В. Соліст: [про засл. Арт. України С. В. Шкургана] // Культура і життя.- 1983.-1 трав. (№ 18).- С.6.
- Селезінка В. У країні далекій і близькій: [про Туреччину] // Мол. буковинець.- 1983.- 3 лип. (№ 79).- С.3.
- Селезінка В. Уславлена й самотня: [про Роксолану] // Прикарпат. Правда.- 1983.- 4 верес. (№ 169).- С.4.
- Селезінка В. Вяцє даруи тє кинтекулуй: [про А. Кушніренка] // Зоріле Буковиней.- 1984.- 23 мартие. (№ 60).- С.3.
- Селезінка В. З музичних скарбниць: [про гастролі ансамблю Укрконцерту] // Рад. Буковина.- 1984.- 23 трав.(№ 101).-С.3.
- Селезінка В. Світло «Білої лілії»: [про телевіз. варіант п'єси Я.Яроша] // Прикарпат. Правда.- 1984.- 20 трав.(№ 98).- С.4.
- Селезінка В. У цей день 40 років тому:[про події 29 берез.1944 р. в м. Чернівці] // Рад. Буковина.-1984.-28 березн.(№ 63).-С.3.
- Селезінка В. З тієї глибокої криниці: [заслуженому Буковин. Ансамблю пісні і танцю — 40] // Культура і життя.- 1985.- 28 квіт. (№ 17).- С.6.
- Селезінка В. Сповідуючи добро: [про творч В.Фольварочного] // Літ. Україна.- 1985. — 21 лют. (№ 8).-С.6.
- Селезінка В. Цвіт культури розвивається: [про звіт. концерт Чернів. культ.-освіт. училища] // Мол. буковинець.- 1985.- 11 груд.(№ 147).- С.4.
- Дутчак В. Роздуми після телепередачі: [розмова з З.Слободян] // Надзбручан. Правда.- 1986.- 30 верес.(№ 117).- С. 4.
- Селезінка В. Свято юності й краси: [про респуб. конкурс фольк. колективів] // Рад. Буковина.- 1987.- 19 черв. (№ 117).- С.4.
- Селезінка В. Атланти піднімають голови: [про збереж.іст.-заповід. території м. Чернівці] // Мол.буковинець.- 1988.- 4 верес.(№ 43).- С.7; 12-18 груд. (№ 58).-С.4.
- Селезінка В. «Золотої нитки не згубіть …»: [про комп. Б.Крижанівського] // Мол. Буковинець.- 1988.- 31 груд. (№ 60).-С.4,9; Культура і життя.-1991.- 9 лют. (№ 6).-С.6.
- Селезінка В. Не топчіть, а сійте!: [про фест. «Червона рута»] // Молодь України. — 1988.- 15 трав. (№ 95).-С.2.
- Селезінка В. Поспішність не потрібна: [про пам'ятник Ю.Федьковичу] // Рад. Буковина.- 1988.- 6 квіт. (№ 68).- С.3.
- Селезінка В. В історії залишилася одна …: [про Роксолану] // Молодь України.- 1989.- 19 жовт.
- Селезінка В. Зачарований Карпатами: [про Г.Хоткевича] // Мол. буковинець.-1989. — 2 груд. (№ 231).-С.4.
- Селезінка В. Клокучка чи Клокічка? Що за назвою // Рад. Буковина.- 1989.- 28 жовт. (№ 207).- С.3.
- Селезінка В. Малював Палій Чорногуз: [про худож. з села Чорногузи Вижн. р-ну] // Мол. буковинець.- 1989.- 18 черв.(№ 26).-С.11.
- Селезінка В. По-своєму трактує…: [про назви вулиць міста Чернівці] // Рад. Буковина. — 1989.- 14 лют. (№ 32).- С.3.
- Селезінка В. Щоб квітла «Шовкова косиця»: [до 155-річчя від дня народження Ю.Федьковича] // Рад Буковина.- 1089.- 18 серп.
- Селезінка В. «Агій, Гурський»: [з історії міста] // Мол.буковинець.- 1990.- 15-21 жовтня(№ 3).- Краянин.-вип.1, С.4.

- Селезінка В. Від Бережан до Кадри: [історія пісні] // Мол. буковинець.- 1990. — 14-19 трав. (№ 20).- С.6.
- Селезінка В. Віра Лужанська: [про вчит. поетесу К.Малицьку] // Мол.буковинець. — 1990.-348.-Краянин.- № 4. с. 1,2.
- Селезінка В. «Гей, там на горі, січ іде!»: [про іст.т-ва] // Мол.буковинець.- 28 квіт. № 17).- Краянин.- № 4, с.1,2.
- Селезінка В. Звідки ви кубанські козаки?// Рад. Буковина.- 1990.-21 квіт.
- Селезінка В. Карпати, Карпати: [походження слова] // Рад. Буковина.- 1990.- 17 лют. (№ 35).-С.3.
- Селезінка В. Козацькі соки «Червоної рути»: [про С. І. Івасюк] // Мол буковинець.- 1991.- 3 серп. (№ 32).- С.5.
- Селезінка В. «Коханці публіки» і …комісія: [про створ. комісії про топоніміку при міськвиконкомі м. Чернівці] // Рад. уковина.-1990.- 17 квіт.(№ 75).- С.3.
- Селезінка В. Мажорний штрих: [про виступ анс. «Рідні наспіви»] // Рад Буковина. — 1990.- 14 черв.(№ 106).- С.3.
- Селезінка В. Мистецька зав'язь:[про звітн. концерт Чернів. культ.-освіт. училища] // Рад. Буковина.- 1990.-20 лип.(№ 136).-С.3.
- Селезінка В. Місто лагідної вдачі: [про походження назви Чернівців] // Чернівці.- 1990. — 24 листоп. (№ 1).- С.6.
- Селезінка В. Ой, на горі, на Маківці: [про О.Степанівну ] // Мол. буковинець.-1990. — 5-11 серп. (№ 32).- Краяни.- № 7,с. 1,2.
- Селезінка В. Ой у лузі червона калина: [історія пісні] // Мол. буковинець.- 1990. — 4-9 черв. (№ 23).-Краянин.-№ 5,с.2; Світ молоді.- 1991.- 25 січ.- С. 5,7.
- Селезінка В. Чи пам'ятає Стамбул Роксолану? // Вільна бесіда.- 1990.-16-23 листоп. (№ 29).-С. 4-5; Культура і життя.- 1990.- 39 груд. (№ 52).-С.6.
- Селезінка В. «Чуєш, брате мій?»: [про історію пісні] // Мол. буковинець.- 1990.- (№ 28).- Краянин.-№ 6.с. 1,2.
- Селезінка В. Ще не вмерла Україна: [історія гімну] // Мол. буковинець.- 1990.- 1 верес. (№ 35).- С. 1,5.
- Селезінка В. Ще не вмерла. І не вмре!: [з історії створення національного гімну] // Світ молоді.- 1990.- 22 груд.(№ 153).- С.3.
- Ахтемійчук О. Подорож серця: [про худ. З Америки О.Павликович-Йонан] // Рад. Буковина.- 1991.- 19 лип.)№ 137).- С.3.
- "В МЕНЕ батько є — народ Мойсея, в мене мати є — земля Вкраїни: [про статтю В.Селезінки «Єврейський курінь»] // Чернівці.-1991.- 22 верес.
- Далак Б. Гостя з-за океану: [Л. Білаш з Канади] // Рад. Буковина.- 1991.-25 лип.(№ 141).-С.3.
- Лазарук М. Година для праці настала:[інтерв'ю з В. Селезінкою про форум укр. інтелігенції] // Мол. буковинець.- 1991.-21 верес. (№ 38).- С.8.
- Селезінка В. Ащо то ще буде?: [про розвиток телебачення] // Чернівці.- 1991.- 1 трав. (№ 19).-С.8.
- Селезінка В. Амазонка. З біографії слів // Час.-1991.- 15 берез. (№ 11).- С.8.
- Селезінка В. Андрій Шкурган був найкращим // Мол. буковинець.- 1991.- 29 черв. (№ 26).- С.8.
- Селезінка В.Від «Рути» до «Рути» : [про фест.] // Мол. буковинець.- 1991.- 20 лип. (№ 29).- Червона рута.- № 5, с.3.
- Селезінка В. Достойний син Великого Франка: [про Петра Франка] // Крок.- 1991.- 26-31 груд. (ч.3).

- Селезінка В. Єврейський курінь: [про події 1018—1919 рр.] // Вільна бксіда.-1991.- 15 лют. (№ 7).- С.7.
- Селезінка В. Загадкове число сім.// Мол. буковинець.-1991.- (№ 33).-С.12.
- Селезінка В. Загублений слід: [про сина І.Франка Петра] // Рад. Буковина.- 1991.- 1 лют. (№ 22).- С.3.
- Селезінка В. «Золотої ниткине згубіть …»: [про комп. Крижанівського Б. В.] // Культура і життя.- 1991.- 9 лют. (№ 6).- С.6.
- Селезінка В. "Їхав козак на війноньку ": [про поета і комп. М.Гайворонського] // Мол. буковинець.- 1991.- 13 квіт.(№ 15).- С.3.
- Селезінка В. Кава. З біографії слів. // Час.- 1991.- 12 квіт. (№ 15).- С.8.
- Селезінка В. Козацькі соки «Червоної рути»: [про С. І. Івасюк] // Мол. буковинець.- 1991.- 3 серп. (№ 31).- С.5.
- Селезінка В. Крок із стану облоги:[інтерв'ю про 1 Всеукр. фест. пам'яті І.Миколайчука] //Чернівці.-1991.-22 листоп.(№ 47).-С.1.
- Селезінка В. На маминій землі: [про С. І. Івасюк] // Голос України.- 1991.- 17 серп. (№ 159).- С.15.
- Селезінка В. Неначе ясний метеор …:[про І.Миколачука і кінофест. його імені] //Буковин. Віче.- 1991.- 23 листопю (№ 135).- С.4.
- Селезінка в. Ох, ми собі побули!: [про свято гумору] // Час.- 1991.- 19 квіт. (№ 16).- С.8.
- Селезінка В. Повернутий із забуття: [комп. Б.Крижанівський] // Буковина.- 1991.- 31 жовт. (№ 43).- С.3.
- Селезінка В. Подорож навколо серця — з благодійною метою:[про американку укр. походж. О.Павликович-Йонан в Чернівцях ] // Буков. Віче.-1991.-18 лип.(№ 81).- С.4.
- Селезінка В. «Постоли» в Колорадо: [балетмейстер Д.Ластівка в США] // Рад. Буковина.- 1991.- 11 січ. (№ 7).- С, 3.
- Селезінка В. Сім чудес світу. Де вони? // Мол. буковинець.- 1991.- 17 верес. (№ 36). — С.5.
- Селезінка В. Союз українок // Час.- 1991.- 25 січ. (№ 4).- С.5.
- Селезінка В. Тільки кобзар і хліб святий // Рад. Буковина.- 1991.- 8 берез. (№ 47).- С.3.
- Селезінка В. Тризуб: [історія символу] // Буковина.- 1991.- 12 листоп.
- Селезінка В. Усе пізнається у порівнянні: [про звіт культ. училища] // Рад Буковина. — 1991.- 21 черв. (№ 118).- С.4.
- Селезінка В. Хто ви, Діду Морозе? // Буковина.- 1991.- 31 груд. (№*%0.- С.3.
- Селезінка В. Чуєш, брате мій: [про письменника Б.Лепкого і його творчість] // Світ молоді.- 1991.- 6 верес. (№ 68).- С.3.
- Селезінка В. Щедрий вечір, добрий вечіо: [про свято Різдва] // Рад. Буковина.- 1991.- 5 січ. (№ 4).- С.2.
- Селезінка В. А гори димлять: [ про А.Геник, дружину Я.Галана] // Буковина.- 1992.- 13 черв. (№ 71).- С.4.
- Селезінка В. Африка та Антарктида. З історії слів // Час.-1992.- 3 лип. (ч.27).- С.8.
- Селезінка В. Віл Алжиру до Сибіру: [про С.Кириляка] // Буковина.- 1992.- 8 жовт.
- Селезінка В. Де стояти пам'ятнику Роксолані? // Голос Опілля.- 1992.- 24 жовт.
- Селезінка В. Європа і Азія. З історії слів // Час.- 1992.- 8 трав. (ч. 19).- С.8.
- Селезінка В. З великої любові до народу: [30 трав. минає 120 років з дня народж. К.Малицької] // Буковин. Віче.- 1992.- 28 трав.(№ 61).- С.4.
- Селезінка В. Клопоти сороканіжки: [про культуру мови] // Культура і життя.- 1992.- 19 верес.
- Селезінка В. На екрані — наші: [про фільм «Енеїда»] // Мол. буковинець.- 1992. — 24 листоп.
- Селезінка В. Не плач, не плач, Марусино …: [про Марусю Чурай] // Буковин віче.- 1992.- 7 берез.(№ 27).- С,1.
- Селезінка В. НЕ пора: [історія пісні на слова І.Франка] // Мол. уковинець.- 1992.- 25 квіт. (№ 17).- С.5.
- Селезінка В. Не цураймося, признаваймося: [про гастролі в Чернівцях канад. ансамблю «Євшан»] // Буковина.- 1992.- 14 лип.

- Селезінка В. «Ой, на Петра вода тепла»: [про народ. свято] // Мол. буковинець. — 1992.- 11 лип. (№ 28).- С.1.
- Селезінка В. Святкові зустрічі: [в кінотеатрі «Чернівці»] // Буковина.- 1992.- 15 жовт.
- Селезінка В. Смійтесь на здоров'я: // Час.- 1992.- 29 трав. (№ 22).- С.6.
- Селезінка В. Співець стрілецької слави: [до 100-річчя від дня народж. М,Гайворонського] // Буковин. Віче.- 1992.- 10 верес. (№ 105).- С.3.
- Селезінка В. Там, де гора Глюка: [про соліста Центр. міськ палацу культури В. М. Федорюка] // Буковина.- 1992.- 25 черв.
- Селезінка В. Чеховський І. «Там Олена Степанівна стрільцями керує …» // Чернівці.- 1992.- 14 лют. (№ 17).- С,5.
- Селезінка В. У краю дідів, краю лелек: [гастролі канад. Ансамблю «Павличенко» в Чернівцях] // Буковин. Віче.- 1992.- 16 лип.
- Селезінка В. Чортові яблука. З історії слів: [картопля] // Час.- 1992. — 30 жовт. (ч.44).-С.8.
- Селезінка В. Шановна редакціє!:[лист з приводу ст. "Режисура вимагає правди] // Об'єктивна газета.- 1992.- 25 груд.(№ 510.-С.4.
- Селезінка В. Електричний театр: [про кінотеатр «Чернівці»] // Буковин віче..-1993.-11 верес.
- Селезінка В. Живе слово Громовенка: [про засл. артиста з Києва] // Буковина.- 1993. — 2 лют. (№ 13).- С.3.
- Селезінка В. З крутіжа подій: [про творч. Б.Лепкого] // Буковин. Віче.- 1993.- 10 листоп. (№ 96).- С.4.
- Селезінка В. Золото душі: [про книги Г.Маковій «Золоте віно з бабусіної скрині» та «Затоптаний цвіт»] // Буковина.- 1993.- 22 вересн. (№ 81).- С.3.
- Селезінка В. Козак. З історії слів // Час.- 1993.- 1 січ. (ч.1).- С.4-5.
- Селезінка В. Кришталеві черевички поезії: [про творч. Є.Євтушенка] // Буковина. — 11 серп. (№ 70).- С.3.
- Селезінка В. Кто забрасывает петлю: [ст. в газ «Правда»] // Буковин. Віче.- 1993. — 21 серп. (№ 74).- С.2.
- Селезінка В. На відродження церкви: [св. Миколая] // Буковина.- 1993.- 7 січ.
- Селезінка В. Ожили жайвора пісні: [про творчість С.Воробкевича] // Буковина.-1993.- 6 березн. (№ 25).- С.2.
- Селезінка В. Українське кіно завойовує чернівчан // Мол. буковинець.- 1993.- 4-10 квітня (№ 15).- с,4.
- Селезінка В. А ми тую славу… : [про авт. пісні «Ой, ви, стрільці січовії» К.Гутковського] // Культура і життя.- 1994.- 19 лют (№ 7-8).- С,5.
- Селезінка В. Дисгармонія: [трагікомічна повістина] // Буковин. Віче.- 1994. — 29 жовт. (№ 82).- С.3; 5 листоп. (№ 83).-С.3; 12 листоп. (№ 85).-С.3.
- Селезінка В. Друге повернення: [про О.Ольжича] // Мол. буковинець.-1994. — 26 черв. — 2 лип. (№ 27).- С.1.
- Селезінка В. Ой, чого ж ти почорніло море …// За вільну Україну.-1994.-19 лип.(ч.132).-С.3.
- Селезінка В. Попереду сотник їде …: [про К.Гутковського] // Буков. Віче.- 1994. — 26 січ. (№ 7).-С.4.
- Селезінка В. Та й щоб нарік веселіше …: [про воїна УПА С.Радиша] // Час.- 1994.- 14 січ. (ч.2).- С.6.
- Селезіека В. У вінок Юрію Федьковичу: [до 160-річчя від дня наролж.] // Буковин. віче.- 1994.- 10 серп. (№ 59).- С.1.
- Селезінка В. Чари новорічної ночі: [про свято Маланки] // Чергівці.- 1994.-14 січ.(№ 3).-С.1.
- Селезінка В. Великому гетьману — від Юрія Федьковича: [до 400-річчя від дня народж. Б.Хмельницького ] // Буковин. віче.- 1995.- 30 верес. (№ 69).- С.3.
- Селезінка В. Ви чули про капусник? // Час.- 1995.- 1 квіт.- (ч.13).- С.8.
- Селезінка В. Дарунок Дитини Сонця: [про студентку Окуно Йоко, Японія] // Ластівка,- 1995.- № 3-4.- С.36.
- Селезінка В. Донька країни див у нашій дивній країні // Час.- 1995.- 8 верес. (№ 36).- С.6.
- Селезінка В. Принцеса Кагуя: [зап. япон. казки зі слів япон. студентки Йоко Окуно] // Ластівка.- 1995.- № 3-4.- С.37-38.

- Селезінка В. Він народився у Петрівку: [про нар. артиста України П.Нікітіна] // Час.- 1996.- 19 лип. (№ 30).- С.5.
- Селезінка В. І знаний, і забутий: [до 125-річчя від дня народження С.Яричевського] // Буковина.- 1996.- 4 січ. (№ 1).-С.3.
- Селезінка В. Ім'я це ясне і пишне [Василь] // Буковин. віче.- 1996.- 13 січ.(№ 4).- С.3.
- Селезінка В. Крізь вогненне століття: [чернівчанину Івану Андричу — 100 років] // Буковин. віче.- 1996.- 28 лют. (№ 17).- С.1.
- Селезінка В. Рідним краєм я журився, а не головою …: [іст. Буковини 1914—1916 рр.] // Час.- 1996.- 23 серп. (ч.35).-С.5.
- Селезінка В. Скільки мов на землі? // Буковина.- 1996.- 7 серп. (№ 61).- С.3.
- Селезінка В. Символи наші державні: [герб, прапор, гімн] // Буковин. віче.- 1996.- 7 серп. (60).- С.3,4.
- Селезінка В. Володя і японців змусив вивчати українську: [спогади В. Селезінки] // Чернівці.- 1997.- 7 берез. (№ 10).- С.1.
- Селезінка В. Губернатор. Що за цим словом? // Буков. віче.- 1997.- 22 січ. (№ 5).- С.4.
- Селезінка В. Ковалівська рятівниця: [біографія] // Сав'юк М. Кузня знань. 100-ліття Ковалівської школи. / авт.-упоряд. М.Сав'юк .- Коломия, 1997.- С. 67-69, 106.
- Селезінка В. Людина з пісні і легенкд: [про А.Чайківського] // Буковина.- 1997. — 18 січ.
- Селезінка В. Настя — Роксолана повертається додому: [про памятник в Рогатині] // Час.- 1997.- 16 трав. (№ 20).- С.2.
- Селезінка В. Ще раз про число сім // Час.- 1997.- 3 січю (№ 1).- С.7; Час.- 1997.- 10 січ. (ч.2).- С.5.
- Селезінка В. Василю, місяцю-князю!: [про ім'я] // Тижневик Галичини.- 1998.- 10 січ.
- Селезінка В. Пісні одного села: [про книжку Г.Маковій] // Буковина.- 1998.- 13 трав.(№ 37).-С.3.
- Селезінка В. Ярополче: [про гетьмана П.Дорошенка] // Час.- 1998.- 14 серп. (ч.33). — С.1,3.
- Селезінка В. Булий птах Буковини: [про І.Миколайчука] // Буковин. віче.- 1999. — 16 черв. (№ 44).- С.3.
- Селезінка В. Загадкове число 7. // Вечорниці.- 1999.- 13 берез. (№ 5).- С.6.
- Селезінка В. Отаман Іван Підкова-Кучерявий // Буковина.- 1999.- 2 лип.
- Селезінка В. Роксолана повернулася в Україну // Буковина.- 1999.- 23 жовт. (№ 77). — С.3.
- Селезінка В. Тричі являлась йому любов: [про жінок в житті Б.Хмельницького] // Буковин. віче.- 1999.- 5 трав. (№ 33).- С.4.

- Селезінка В. Пісні … з вулика: [рец. на книгу М.Іванюка «Повстанські пісні»] // Галичина.- 2000.- 22 лют. (№ 27).- С.8.
- Селезінка В. Стоголосе відлуння боротьби: [про зб. пісень М,Іванюка «Повстанські пісні» ] // Час.- 2000.- 5 лют. (№ 4).- С.10.
- Селезінка В. Геній десятої музи: [про І.Миколайчука] // Крайова освіта.- 2001.- 27 черв. (№ 24).- С. 8-9.
- Селезінка В. «Нескорений» робить відкриття: [про фільм] // Буковина.- 2001.- 28 лют.
- Селезінка В. Роксолана повернулася додому … // Укр. муз. Гпз..- 2001.- (№ 1-2).- С.9.
- Рибак М., Далак Б. Новорічний шабаш // Час.- 2002.- 4 січ. (ч.1).-С.2.
- Селезінка В. Синдром Герострата: [полеміка на статтю О.Бойченка «Шевченко, якого треба знати»] // Буковина.- 2002.- 13 лют.
- Ясурі М. Студенти читають Шевченка // Час.- 2002.- 8 березю(ч.10).-С.2.
- Селезінка В. [Лист, надісланий В.Яременку як відгук на його статтю «Євреї в Україні сьогодні: реальність без міфів» в «Сільських вістях» за 15.11.2002] // Яременко В. Євреї в Україні сьогодні: реальність без міфів.- К.,2003.- С.105-107.
- Селезінка В. Слідами Велесової книги: [про презентацію фільму Ю.Шилова] // Буковина.- 2003.- 21 берез.
- Селезінка В. «Собори наших душ»: [про літ. вечір в ЧОУНБ, присвячений 85-річчу з дня народження О.Гончара] // Буковина.- 2003.- 9 квіт.
- Селезінка В. Її зоряна дорога: [про журналістку Л.Черняк] // Буковина.- 2004. — 15 груд. (№ 97).- С.2.
- Селезінка В. Легендарний Василь Вишиваний:[ерц-герцог, полковник Вільгем Габсбург-Льотрінген]//Час.-2004.-12 лют.(ч.7).-С. 10.
- Селезінка В. Хвалилися гайдамаки …: [про І.Гонту ті М.Залізняка] // Буковина.- 2004.- 16 квіт. (№ 29).-С.2.
- Селезінка В. Чернівецький Мікельанжело:[про скульптора В.Курова] // Буковина.-2004.-30 черв.
- Селезінка В. Ай да Пушкін!: [про пам'ятник поету в Чернівцях] // Буковина.- 2005. — 8 черв.
- Селезінка В. Архітектурні феномени Чернівців: [про архітектора Ф.Кізлера] // Буковина.-2005.- 27 квіт. (№ 32).- С.3.
- Селезінка В. Правду й досі мало хто знає: [спогади про Другу світуву війну в краї] // Буковина.- 2005.- 13 лип.

- Селезінка В. До глибини розуму і серця: [про святкув. 150-річчя з дня народження І.Франка «Розум і серце нашого народу» у філармонії] // Буковин. віче.- 2006. — 27 верес. (№ 74).- С.3.
- Селезінка В. Новорічно — різдвяна феєрія // Буковина.- 2006.- 18 січ.
- Селезінка В. «Я священник і буду ним завжди»: [про презентацію книги В.Сиротюка «Господи, помилуй»] // Буковина.- 2006.- 17 листоп. (№ 90).- С.2.
- Selezinka V. Vestigii Romanesti in capitala istorica a Bucovinei: [про архітект. стиль в Чернівцях] // Arcasul/- 2007.- februarie. (№ 2).- Р. 7,9.
- Селезінка В. «Головне — здибатися!»: [спогади про І.Вільде] // Буковин. журнал. — 2007.- ч. 2-3.- С.73-75.
- Селезінка В. Нетеперішня людина / підг. О.Росинська: [про О.Романця] // Свобода слова.- 2007.- 24 трав.
- Селезінка В. [патріотизм починається із знань]: передмова // Гончар Р., Молвінських В. Ми любимо тебе, рідне місто!: [мат. до проведення занять на доп. вчит., кл. кер., студентам … (до 600-річчя м. Чернівців)].- Чернівці, 2007.- 71с.
- Селезінка В. Як писати для ТБ (дружня порада): [фрашка з книги «Грабовий масаж», є фотокниги] // Буковин. віче.- 2007.- 7 лют. (№ 9).- С.3.
- Селезінка В. Єврейський театр зародився в Україні // Буковина.- 2008.- 12 лют. (№ 12).- С.3.
- Селезінка В. Справжнє свято душі й серця подарував у новорічні дні заслуженний Буковинський ансамбль пісні і танцю // Буковина.- 2008.- 11 січ. (№ 2).- С.3.